# Millotia
Millotia es un género de plantas con flores perteneciente a la familia de las asteráceas. Comprende 21 especies descritas y de estas, solo 16 aceptadas. Es originario de Australia.

## Taxonomía
El género fue descrito por  Alexandre Henri Gabriel de Cassini  y publicado en Annales des Sciences Naturelles (Paris) 17: 416. 1829. La especie tipo es: Millotia tenuifolia Cass.

## Especies
A continuación se brinda un listado de las especies del género Millotia aceptadas hasta agosto de 2012, ordenadas alfabéticamente. Para cada una se indica el nombre binomial seguido del autor, abreviado según las convenciones y usos.
- Millotia depauperata Stapf
- Millotia dimorpha P.S.Short
- Millotia eichleri P.S.Short
- Millotia falcata P.S.Short
- Millotia greevesii F.Muell.
- Millotia incurva (D.A.Cooke) P.S.Short
- Millotia jacksonii P.S.Short
- Millotia macrocarpa Schodde
- Millotia major (Turcz.) P.S.Short
- Millotia muelleri (Sond.) P.S.Short
- Millotia myosotidifolia (Benth.) Steetz
- Millotia newbeyi P.S.Short
- Millotia perpusilla (Turcz.) P.S.Short
- Millotia pilosa P.S.Short
- Millotia steetziana P.S.Short
- Millotia tenuifolia Cass.